# Huy
Huy (neerlandeză Hoei, valonă Hu) este un oraș francofon din regiunea Valonia din Belgia. Orașul este situat pe cursul fluviului Meuse. Comuna este formată din localitățile Huy, Ben-Ahin, Tihange și Neuville-sous-Huy. Suprafața totală este de 47,74 km². La 1 ianuarie 2008 comuna avea o populație totală de 20.295 locuitori. 

## Istorie
Orașul a fost implicat în Războiul vacii.

## Localități înfrățite

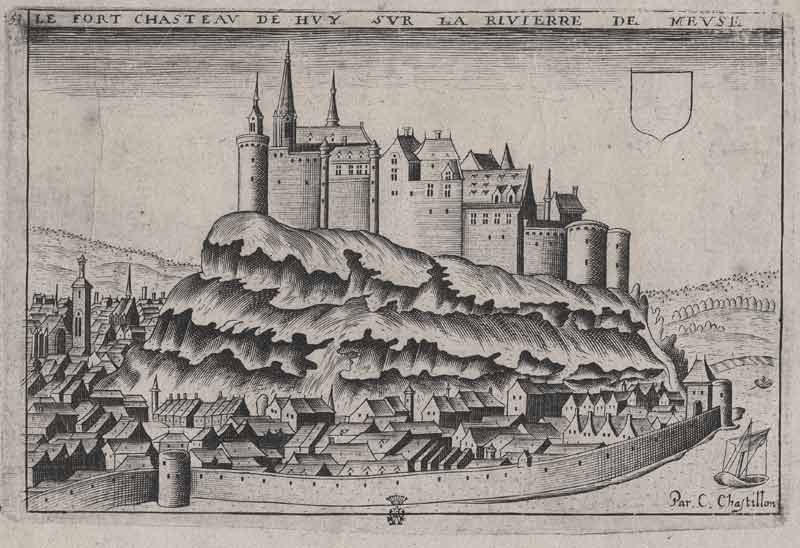
Castelul a fost demolat în anul 1715

- Franța: Compiègne;
- Italia: Arona;
- Luxemburg: Vianden;
- Benin: Natitingou;
- Senegal: Vélingara;
- Belgia: Tienen.